# Dasyprocta prymnolopha
Агуті східнобразильський (Dasyprocta prymnolopha) — вид гризунів родини агутієвих, що мешкає в північно-східній Бразилії на південь від басейну річки Амазонки у Каатинзі, в напівпосушливих лісових районах. 